# Hannoveransk schweisshund
Hannoveransk schweisshund er en jagthund af gruppen af schweisshunde.